# Arthur Honegger
Arthur Honegger (10. března 1892 Le Havre, Francie – 27. listopadu 1955 Paříž) byl švýcarský hudební skladatel; narodil se ve Francii a velkou část života prožil v Paříži. Byl členem Pařížské šestky. K jeho nejhranějším dílům patří orchestrální skladba Pacific 231, která imituje zvuk parní lokomotivy.

## Život
Narodil se v Le Havru, studoval harmonii a hru na housle na Pařížské konzervatoři, kam se po krátkém pobytu v Curychu vrátil a pokračoval ve studiu u Charlese Widora a Vincenta d'Indyho. V roce 1918 napsal hudbu k baletu Le dit des jeux du monde, kde se poprvé projevil jeho charakteristický styl. V roce 1926 se oženil s klavíristkou a spolužačkou na konzervatoři Andrée Vaurabourgovou a roku 1932 se jim narodila dcera Pascale. Měl také syna Jeana-Clauda (1926–2003) se zpěvačkou Claire Croizovou.
Na začátku 20. let na sebe výrazně upozornil svým dramatickým žalmem Le Roi David (Král David), který se dodnes objevuje v repertoáru různých sborů.
Byl veřejně znám jako velký železniční fanoušek – jednou řekl: "Vždycky jsem vášnivě miloval lokomotivy. Pro mě jsou to živá stvoření a miluji je, jako ostatní milují ženy nebo koně." Svou skladbou "Mouvement symphonique" Pacific 231 (hudební ztvárnění jízdy parní lokomotivy z roku 1923) si získal velkou popularitu. Období mezi světovými válkami bylo pro něj velmi plodné. Složil hudbu k výpravnému filmu Abela Ganca Napoleon, vytvořil třináct baletů a dvanáct dramatických vokálních děl – jedno z nich, dramatické oratorium Jeanne d'Arc au bûcher (Jana z Arku na hranici, 1935), je považováno za jednu z jeho nejlepších prací. S Jacquesem Ibertem spolupracoval jak na opeře L'Aiglon (1937) tak na operetě Les Petites Cardinal (Malý kardinál, 1938). Jednou z nejzdařilejších komorních skladeb je Danse de la Chèvre (1921) pro sólovou flétnu , věnovaná René Le Royovi. Tato skladba hýří živostí, mládím, ale také přímočarostí, která je příznačná pro celou jeho tvorbu.

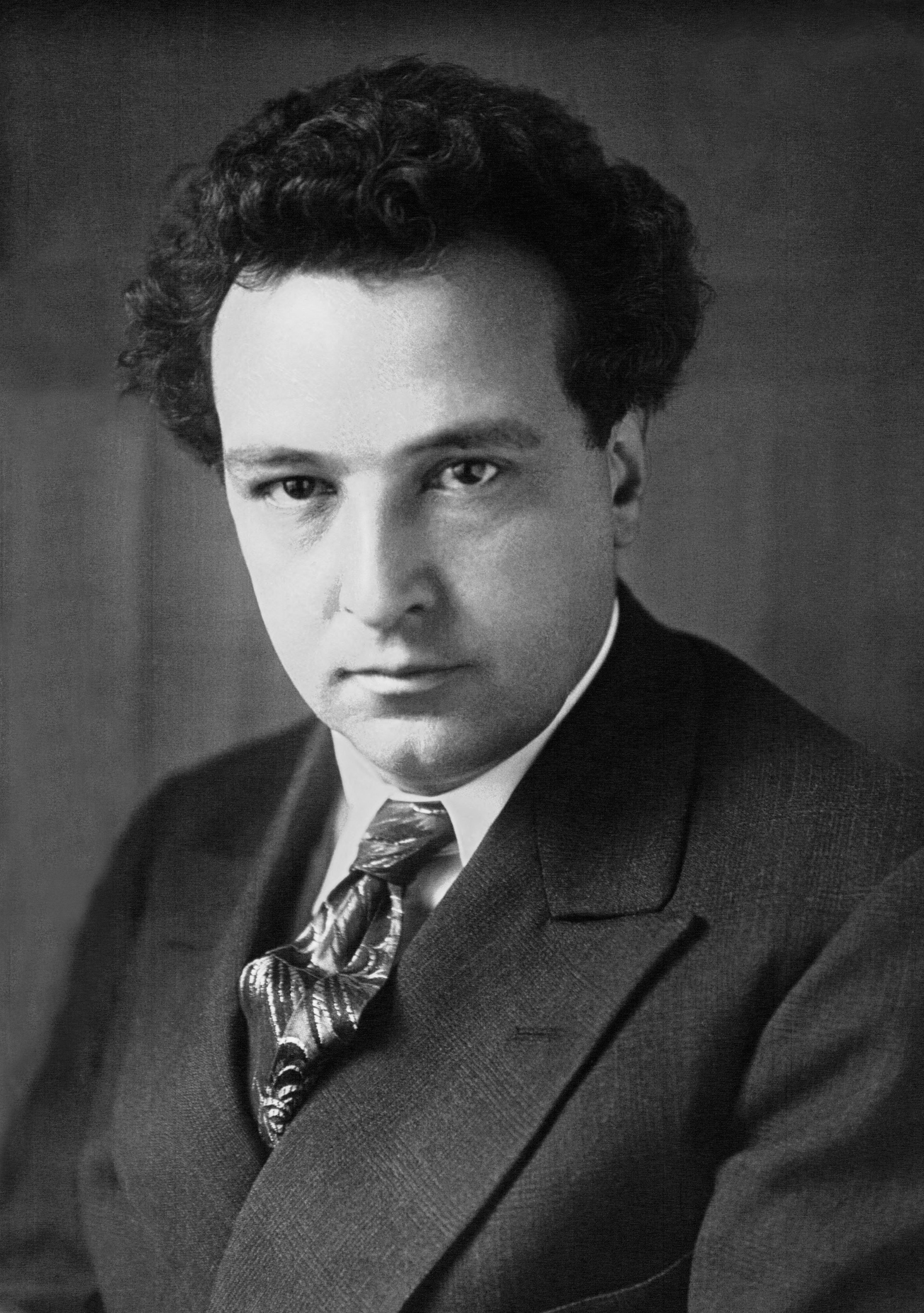
Arthur Honegger (1892–1955)

Po celou dobu byl ve styku se Švýcarskem, zemí původu svých rodičů, ale po vypuknutí války a nacistické invazi se v Paříži cítil uvězněn. Připojil se k utajenému hnutí Francouzský odpor a i když nacisté do jeho práce nijak výrazněji nezasahovali, přesto se cítil kvůli válce sklíčený. V období od počátku okupace do smrti napsal čtyři symfonie, které jsou považovány za jedny z nejvýznamnějších symfonických děl 20. století. Nejznámější z nich je v pořadí třetí – Symphonie liturgique, jejíž tři věty připomínají latinskou mši (Dies Irae, De profundis clamavi a Dona nobis pacem). Ta vznikla v roce 1946 hned po skončení druhé světové války. Naprostý kontrast představuje Symfonie č. 4 Deliciae Basilienses (Požitky Basileje), ve které skladatel opěvuje uvolněné dny strávené v Basileji během války.
Poslední dílo – Vánoční kantátu – napsal v roce 1953. Zemřel doma na následek infarktu 27. listopadu 1955 a byl pohřben na Cimetière Saint-Vincent v Paříži.
Výraznými prvky jeho kompozičního stylu jsou zejména:bachovský kontrapunkt, energické rytmy, koloristické harmonie, melodická bohatost, impresionistická práce se zvučností orchestru a velmi formální výstavba děl. Díla mají v porovnání s díly ostatních členů Pařížské šestky vážnější charakter.
Jeho portrét je v současné době zobrazen na švýcarské dvacetifrankové bankovce.

## Dílo
Opusová čísla jsou převzata z původního katalogu Harryho Halbreicha.

### Hudba pro orchestr

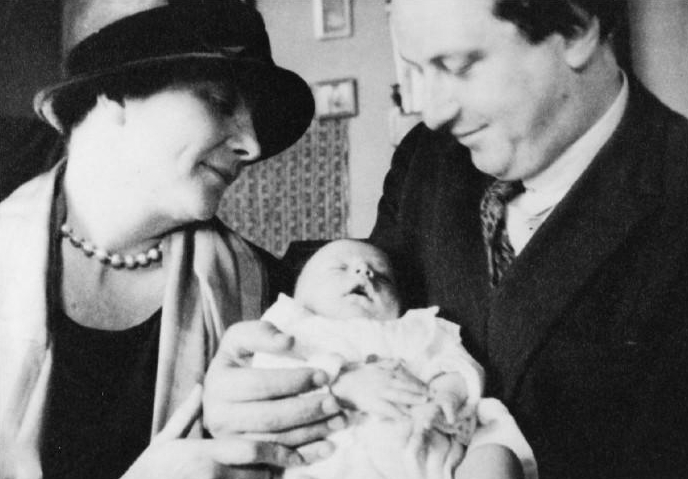
Arthur Honegger a Claire Croiza (1882–1946) s jejich synem Jeanem-Claudem v roce 1926

Symfonie:
1930: H 75 První symfonie C- dur

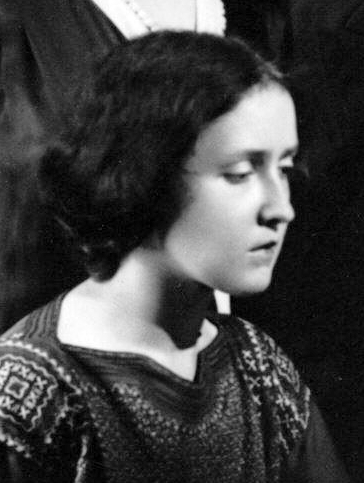
Francouzská klavíristka Andrée Vaurabourg (1894–1980)

1941: H 153 Druhá symfonie pro smyčce a trumpetu D -dur (Symfonie pro smyčce)
1946: H 186 Třetí symfonie (Symphonie liturgique)
1946: H 191 Čtvrtá symfonie A-dur (Deliciae basiliensis)
1950: H 202 Pátá symfonie D-dur (Di tre re)
Symfonické věty:
1923: H 53 Pacific 231 (Symfonická věta č.1)
1928: H 67 Rugby (Symfonická věta č.2)
1933: H 83 Symfonická věta č.3
Koncerty:
1929: H 72 Koncert pro violoncello a orchestr
1948: H 196 Concerto da camera pro flétnu, anglický roh a smyčce
Ostatní:
1917: H 16 Le Chant de Nigamon
1920: H 31 Pastorale d'été
1923: H 47 Chant de joie (Píseň radosti)
1951: H 204 Monopartita

### Oratoria
1921: H 37 Le Roi David (Král David) na libreto Reného Moraxe, úprava pro orchestr v roce 1923
1935: H 99 Jeanne d'Arc au bûcher, na libreto Paula Claudela, verze s prologem v roce 1941
1938: H 131 La Danse des morts, (Tanec smrti) na libreto Paula Claudela
1953: H 212 Une Cantate de Noël (vánoční kantáta)

### Opery
1926: H 65 Antigona, na libreto Jeana Cocteaua na Sofoklův námět

### Balety
1918: H 19 Le Dit des jeux du monde
1921: H 38 Horace victorieux, symphonie mimée

### Komorní hudba
Smyčcové kvartety:
1917: H 15 Smyčcový kvartet č.1 c-moll
1935: H 103 Smyčcový kvartet č.2 D-dur
1937: H 114 Smyčcový kvartet č.3 E-dur
Violoncellové skladby:
1945: H 181 Paduana pro violoncello sólo